# Saison 1981 de la Ligue canadienne de football
Chronologie
Saison précédente Saison suivante
1981 est la 24e saison de la Ligue canadienne de football et la 98e saison depuis la fondation de la Canadian Rugby Football Union en 1884.

## Événements
La Conférence de l'Est et la Conférence de l'Ouest, les deux entités constituantes de la Ligue canadienne de football, qui avaient conservé une certaine autonomie depuis la création de la LCF, deviennent complètement intégrées à la ligue et sont appelées désormais la division Est et la division Ouest.
Les Alouettes de Montréal sont vendus à l'homme d'affaires Nelson Skalbania. Celui-ci recrute à fort prix des vedettes établies de la National Football League. 

## Classements
| Clt   | Équipe                 | PJ | V  | D  | N | BP  | BC  | Pts |
| ----- | ---------------------- | -- | -- | -- | - | --- | --- | --- |
| +001, | Tiger-Cats de Hamilton | 16 | 11 | 4  | 1 | 414 | 335 | 23  |
| +002, | Rough Riders d'Ottawa  | 16 | 5  | 11 | 0 | 306 | 446 | 10  |
| +003, | Alouettes de Montréal  | 16 | 3  | 13 | 0 | 267 | 518 | 6   |
| +004, | Argonauts de Toronto   | 16 | 2  | 14 | 0 | 241 | 506 | 4   |

| Clt   | Équipe                           | PJ | V  | D  | N | BP  | BC  | Pts |
| ----- | -------------------------------- | -- | -- | -- | - | --- | --- | --- |
| +001, | Eskimos d'Edmonton               | 16 | 14 | 1  | 1 | 576 | 277 | 29  |
| +002, | Blue Bombers de Winnipeg         | 16 | 11 | 5  | 0 | 517 | 299 | 22  |
| +003, | Lions de la Colombie-Britannique | 16 | 10 | 6  | 0 | 438 | 377 | 20  |
| +004, | Roughriders de la Saskatchewan   | 16 | 9  | 7  | 0 | 431 | 371 | 18  |
| +005, | Stampeders de Calgary            | 16 | 6  | 10 | 0 | 306 | 367 | 12  |

## Séries éliminatoires

### Demi-finale de la division Ouest
- 8 novembre : Lions de la Colombie-Britannique 15 - Blue Bombers de Winnipeg 11

### Finale de la division Ouest
- 15 novembre : Lions de la Colombie-Britannique 16 - Eskimos d'Edmonton 22

### Demi-finale de la division Est
- 8 novembre : Alouettes de Montréal 16 - Rough Riders d'Ottawa 20

### Finale de la division Est
- 15 novembre : Rough Riders d'Ottawa 17 - Tiger-Cats de Hamilton 13

### 69ecoupe Grey
- 22 novembre : Les Eskimos d'Edmonton gagnent 26-23 contre les Rough Riders d'Ottawa au Stade olympique à Montréal (Québec).

## Honneurs individuels
- Trophée Schenley du meilleur joueur : Dieter Brock (en) (QA), Blue Bombers de Winnipeg
- Trophée Schenley du meilleur joueur défensif : Dan Kepley (en) (SEC), Eskimos d'Edmonton
- Trophée Schenley du meilleur joueur de ligne offensive :  Larry Butler (en) (G), Blue Bombers de Winnipeg
- Trophée Schenley du meilleur Canadien : Joe Poplawski (en) (RÉ), Blue Bombers de Winnipeg
- Trophée Schenley de la meilleure recrue : Vince Goldsmith (en) (AD), Roughriders de la Saskatchewan